# 雷代
雷代，是匈牙利科马罗姆-埃斯泰尔戈姆州所辖的一个村。总面积45.88平方公里，总人口1372，人口密度29.9人/平方公里（2011年1月1日）。